# Nanshan (Hegang)
Nanshan (南山区,  Nánshān Qū) ist ein Stadtbezirk der bezirksfreien Stadt Hegang in der nordostchinesischen Provinz Heilongjiang mit einer Fläche von 30,25 km² und 119.662 Einwohnern (Stand: Zensus 2020).